# آلفين كاتز
آلفين كاتز هو سياسي أمريكي، ولد في 30 أغسطس 1936 في فيلادلفيا في الولايات المتحدة. نشط حزبياً في الحزب الجمهوري. وقد انتخب عضو مجلس نواب بنسيلفانيا ‏.